# Джош Ґілберт
Джошуа Кайл Ґілберт (англ. Joshua Kyle Gilbert; 17 березня 1987, Бірмінгем, Алабама, США) — американський музикант, який виконує переважно металкор. Наразі він грає на бас-гітарі як учасник Spiritbox. Він грав з кількома гуртами і вперше став відомим завдяки своїй ролі в As I Lay Dying. Після їхнього початкового розпаду він створив Wovenwar з іншими учасниками As I Lay Dying. Він також є автором Alternative Press.

## Кар'єра
Музична кар'єра Ґілберта розпочалася з його першого гурту Mothra в Бірмінґемі, штат Алабама. Невдовзі після цього вони змінили свою назву на This Endearing та надіслали демо-запис Тімові Ламбезісу, фронтмену As I Lay Dying. This Endearing розпався у 2006 році, і Ґілберт приєднався до As I Lay Dying. Гілберт був басистом As I Lay Dying з 2006 до 2014 року, коли Ламбезіса було заарештовано. До арешту Ламбезіса Ґілберт брав участь у двох побічних проєктах Ламбезіса: Austrian Death Machine та Pyrithion. Для міні-альбому Pyrithion Ґілберт грав на бас-гітарі як сесійний музикант, а також Джей Пі Андраде на барабанах. Офіційними учасниками були Ламбезіс, Раян Ґліссен (раніше учасник Allegaeon) та Ендрю Ґодвін (раніше учасник Embodyment та The Famine). З Austrian Death Machine Ґілберт виконав вокал на двох альбомах, Total Brutal та Double Brutal, а також грав на бас-гітарі на концертах гурту.
Після арешту Ламбезіса, решта членів As I Lay Dying, гітаристи Нік Гіпа і Філ Сґроссо, та барабанщик Джордан Манчіно сформували Wovenwar. Вважалося, що спочатку вокалістом був Ґілберт, хоча пізніше з'ясувалося, що хоча він ним і був, основним вокалістом був Шейн Блей. Після перерви у діяльності AILD до гурту звернувся Браян Слейґел, власник лейблу Metal Blade Records. Гурт випустив два альбоми: Wovenwar (2014) та Honor Is Dead (2016).
Ламбезіс провів час за ґратами під час першого виступу Wovenwar і був звільнений з в'язниці у грудні 2016 року. Після кількох зустрічей між учасниками гурту, Ґілберт та його колеги знову створили As I Lay Dying. Возз'єднання Ґілберта з гуртом було недовгим, оскільки він остаточно покинув колектив 16 травня 2022 року, створивши лише один альбом під час їхнього возз'єднання. Менш ніж через тиждень було оголошено, що він замінюватиме басиста Spiritbox під час їхніх концертів у 2022 році. Було оголошено, що він приєднався до гурту як повноцінний член 12 квітня 2023 року.
Ґілберт також брав участь у проекті під назвою Year One разом із Лі Тернером, колишнім колегою по гурту та колишнім барабанщиком Maylene and the Sons of Disaster, учасниками All In та This Endearing Клейтоном Ґрейвзом, Джозефом МакКвіном, а також Марко Горупічем з Legion та My Reply. Окрім повноцінних гастролей з As I Lay Dying, він також є співвласником та керує студією звукозапису Sparrow Sound разом зі своїм бізнес-партнером Джозефом МакКвіном з Лос-Анджелеса.
Гілберт також допомагав в написанні пісень таким гуртам, як Bullet for My Valentine в піснях "Venom" та "Skin" (2015), Light the Torch для Revival (2018) та Stitched Up Heart.

## Гурти

### Теперішні
- Spiritbox (як гастрольний 2022–2023; як постійний учасник з 2023 року по теперішній час)

### Колишні
- Mothra (Gate City) (2003 – 2005)
- This Endearing (2005 – 2007)
- Year One (2010 – 2013)
- Wovenwar (2013 – 2018)
- As I Lay Dying (2006 – 2014, 2018 – 2022)

### Як гастрольний учасник
- Austrian Death Machine (2009 – 2014)

### Як сесійний учасник
- Pyrithion (2013)
- The End of an Age (2015)
- Light the Torch (2018)
- Ghost Atlas (2018)

## Дискографія

### As I Lay Dying
- An Ocean Between Us (2007)
- The Powerless Rise (2010)
- Decas (збірник, 2011)
- Awakened (2012)
- Shaped by Fire (2019)

### Spiritbox
- The Fear of Fear (2023)
- Tsunami Sea (2025)

### Wovenwar
- Wovenwar (2014)
- Honor Is Dead (2016)

### Як сесійний учасник
- Pyrithion (2013) – Pyrithion
- Times Are Lost (2015) – The End of an Age[11]
- Sleep Therapy: An Acoustic Performance (2018) – Ghost Atlas
- Revival (2018) – Light the Torch

### Як гостьовий учасник
- Total Brutal (2008) and Double Brutal (2009) – Austrian Death Machine
- Eternal (2010) – War of Ages
- Mechanical Weather (2012) – A Tragedy in Progress[12]
- "Afloat on Hope" (2013) – Heroes for Tonight
- "Aura" (2023) – Oni
- "Take This to My Grave" (2024) – Seven Cities Dead

### Як продюсер
- Bad Wolves – Dear Monsters (2021)
- Oni – The Silver Line (2023)
- Bad Wolves – Die About It (2023)
- Fit for a King – Lonely God (2025)
- Wolves at the Gate – Wasteland (2025)